# Age of Consent
„Age of Consent” (ang. Wiek przyzwolenia) – utwór angielskiego zespołu rockowego New Order. Kompozycja pochodzi z albumu Power, Corruption & Lies, który wydany został w roku 1983. W 1995 roku powstał remiks w wykonaniu producenta i muzyka Howie B. Aranżacja znalazła się na kompilacji zespołu (the rest of) New Order.

## Nawiązania do utworu
- Piosenka pojawiła się w zwiastunie filmu Maria Antonina (2006)[5].
- Można go było także usłyszeć w pamiętnej wersji karaoke w scenie kulminacyjnej amerykańskiej komedii Modern Love is Automatic (2009)[6].
- Początek utworu został wykorzystany w telewizyjnej reklamie amerykańskiego przedsiębiorstwa telekomunikacyjnego AT&T[7].
- Twórcy filmu Świat Wayne’a 2 w zamiarze mieli użycie „Age of Consent” w filmie, ale okazało się, że producenci filmu nie znaleźli pieniędzy na to by zapłacić zespołowi za ścieżkę. Utwór się pojawił, ale nagrany został przez muzyków studyjnych[8].
- W 2010 roku, część piosenki została zamieszczona w reklamie amerykańskiej sieci sklepów Target[9].
- W odcinku trzecim „She said OK” (2014, sezon 3), serialu Girls telewizji HBO, także znalazła się piosenka zespołu[10].

## Covery
Swoje aranżacje utworu nagrali m.in.:
- Arcade Fire – kanadyjski zespół indierockowy
- Kevin Drew – kanadyjski muzyk, aktywny od 2000 r.
- Buzzcocks – brytyjska grupa punkrockowa
- Built to Spill – amerykańska grupa indierockowa

## Age of Consent na koncertach
Zespół wykonywał utwór 224 razy podczas swoich koncertów, gdzie po raz pierwszy fani mogli go na żywo usłyszeć w roku 1982. Do setlisty występów grupy piosenka powróciła dopiero w 2011 roku, 22 lata po ostatnim pojawieniu się w programie New Order, co miało miejsce w roku 1989.